# Retten i Roskilde
Retten i Roskilde er en byret, hvis retskreds dækker Greve, Køge, Lejre, Ringsted, Roskilde, Solrød og Stevns. Den blev oprettet i 1919.
Retten består af en retspræsident og 10 andre dommere. I alt er der ansat 65-70 personer i retten.